# Holorusia goliath
Holorusia goliath är en tvåvingeart som först beskrevs av Alexander 1941.  Holorusia goliath ingår i släktet Holorusia och familjen storharkrankar. Inga underarter finns listade i Catalogue of Life.